# Guilliers
Guilliers (tiếng Breton: Gwiler-Porc'hoed) là một xã ở tỉnh Morbihan trong vùng Bretagne tây bắc Pháp. Xã này có diện tích 35,14 km², dân số năm 1999 là 1216 người. Khu vực này có độ cao từ 47-114 mét trên mực nước biển.